# 法光寺 (青森県南部町)
法光寺（ほうこうじ）は、青森県三戸郡南部町に所在する曹洞宗の寺院。山号は白華山。本尊は釈迦牟尼仏。承陽塔は登録有形文化財となっている

## 歴史・概要
建長年間 (1249年から1256年) 、鎌倉幕府5代執権・北条時頼が当地を訪れた際、夢想庵の庵主からもてなしを受けた礼に開基したと伝わる。中世には南部氏と親交を持ち、戦国時代には東三郎義政の菩提として寺領150石を安堵された。江戸時代には八戸藩内にある曹洞宗25寺を統括する総録となった。建物は1878年 (明治11年) に焼失したが、後年に再建した。毎年5月には釈迦の誕生を祝い、薄紅の衣を着た稚児行列が行われる。

## 文化財
当寺37世住職・活眼大典和尚が中心となり建築された承陽塔はうっそうとした森の中に建つ三重塔で、高さ33メートル、縦横8メートルと国内最大級である。1949年 (昭和24年) 6月29日竣工、木造、銅板葺、建築面積55平方メートル。上部は内部のみを角柱とし、心柱も角柱を用いる。設計は金子清吉で1階に曹洞宗の開祖・道元の遺骨を祀り、2階と3階には前田道六作の五百羅漢を安置。建物の彫刻は佐藤光重で、正面に道元像が配置されている。2017年 (平成29年) 6月28日、登録有形文化財に登録された。

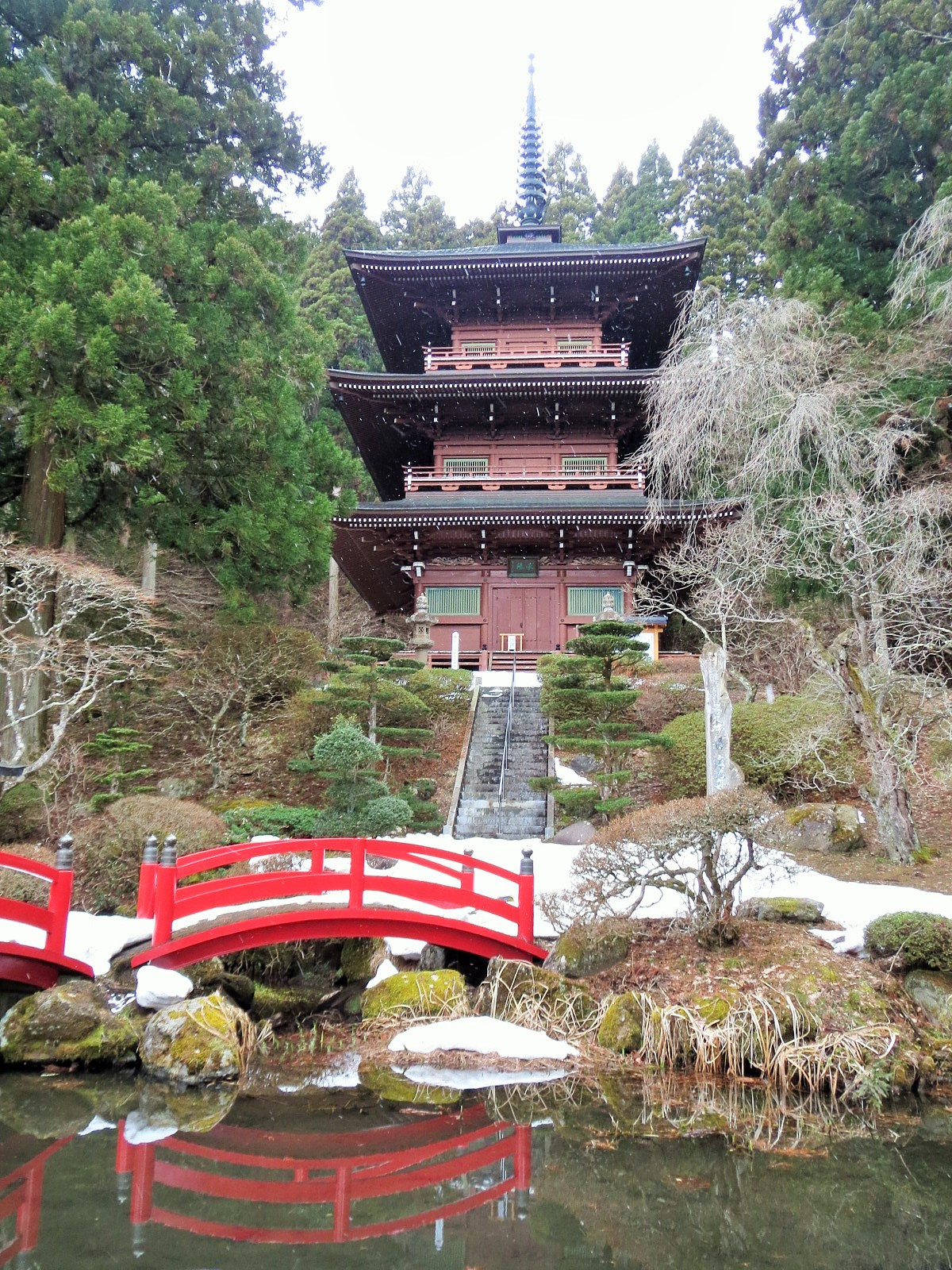
承陽塔

## 天然記念物
参道沿いには500メートルに渡って松並木があり、1958年、そのうち23本が県から天然記念物に指定された。後、舗装工事や車の通行の関係で9本が失われたものの、2020年 (令和2年) 4月3日、23本が追加指定された。

## 現地情報

### 所在地
青森県三戸郡南部町大字法光寺字法光寺20

### アクセス
- 青い森鉄道諏訪ノ平駅から車10分

### 拝観
- 期間 – 4月中旬から11月上旬
- 拝観料 – 大人300円、中学生以下100円
- 駐車場 – 50台、大型バス可

## 関連図書
- マンガふるさとの偉人「法の光にみちびかれ ～楢山大典和尚ものがたり～」 発行 青森県南部町教育委員会 2024年3月 https://www.bgf.or.jp/bgmanga/303/